# Erdbeben bei Kalamata 1986

Die beschädigte Kathedrale von Kalamata

Das Erdbeben bei Kalamata am 13. September 1986 erschütterte um 20:24 Uhr Ortszeit im südlichen Griechenland die Erde mit einer Magnitude von 6,0 auf der Momenten-Magnituden-Skala. Dabei kamen mindestens 20 Menschen ums Leben.

## Tektonik
Das Gebiet, in dem sich das Erdbeben ereignete, liegt am Südende der Helleniden. Die Stadt Kalamata liegt im Osten der Messinischen Ebene, die sich über einem geologischen Graben in mesozoischem Gestein erstreckt, der mit pliozänen und quartären Sedimenten bedeckt ist. Im Osten dieser Ebene bildet die nordnordwestlich orientierte West-Mani-Verwerfungszone die Grenze zum Gebirgszug des Taygetos. Es gibt Hinweise auf mehrere destruktive Erdbeben innerhalb der letzten 200 Jahren in dem Gebiet.
Das Epizentrum des Bebens war weniger als sechs Kilometer ostsüdöstlich von Kalamata entfernt, sein Hypozentrum lag in 11,2 Kilometern Tiefe. Der Herdvorgang war wahrscheinlich eine Abschiebung an einem Abschnitt der West-Mani-Verwerfungszone. Die Erschütterungen dauerten etwa 31 Sekunden lang.
In den folgenden Tagen ereigneten sich zahlreiche Nachbeben, das stärkste davon erreichte Magnitude 4,9 mb am 15. September 1986.

## Opfer und Schäden
Bei dem Erdbeben starben mindestens 20 Menschen. Etwa 300 Personen wurden verletzt und rund 1500 Gebäude wurden zerstört. Darunter waren viele alte Gebäude, aber es stürzten auch moderne Appartementblocks ein. In Kalamata stürzte jedes fünfte Gebäude ein oder wurde so schwer beschädigt, dass es abgerissen werden musste. Besonders die Altstadt von Kalamata war stark in Mitleidenschaft gezogen, die Straßen waren von Schutt und Trümmern übersät. Dagegen kam es im Westen der Stadt nur zu geringen Schäden. Im Ort Elaeochori etwa sieben Kilometer östlich von Kalamata stürzten 70 Prozent der überwiegend alten Häuser ein. Auch bei Nachbeben stürzten zuvor bereits beschädigte Gebäude ein. Das Telefonnetz und die Stromversorgung fielen aus. Es bildeten sich zahlreiche Risse im Boden und im Bergland nordwestlich von Kalamata wurden Erdrutsche ausgelöst.
Bewohner von Kalamata mussten die Stadt verlassen und wohnten für einige Wochen in umliegenden Orten, in Zelten und auf bereitgestellten Schiffen.

## Belege
1. 1 2 3  S. A. Anagnostopolous, D. Rinaldis, V. A. Lekidis, V. N. Margaris, N. P. Theodulidis: The Kalamata, Greece, Earthquake of September 13, 1986. In: Earthquake Spectra. Band 3, Heft 2. 1. Mai 1987, S. 365–402, doi:10.1193/1.1585434 (englisch).
2. 1 2 3  Stathis Stiros, V. Kontogianni: Modelling of the 1986 Kalamata (SW Greece) earthquake faulting using geodetic data. In: Journal of Applied Geodesy. Band 2. 2008, S. 179–185. doi:10.1515/JAG.2008.020 (englisch).
3. ↑  M 6.0 - southern Greece. USGS, abgerufen am 13. September 2020 (englisch).
4. 1 2 3  Significant Earthquake Information: Greece: Kalami, Lakonia, Zakinthos. NCEI/WDS Global Significant Earthquake Database. NOAA National Centers for Environmental Information, abgerufen am 23. September 2020 (englisch).
5. ↑  M 6.0 - southern Greece – Nearby Seismicity. USGS, abgerufen am 13. September 2020 (englisch).
6. ↑  Tasos Kokkinidis: Greece’s Kalamata Remembers Deadly 1986 Earthquake (Photos, Video). In: greekreporter.com. 13. September 2018, abgerufen am 13. September 2020 (englisch).